# If You Love Somebody Set Them Free
«If You Love Somebody Set Them Free» — первый сингл Стинга его первого сольного альбома The Dream of the Blue Turtles. Также стала первым треком в альбоме и была включена в сборники Fields of Gold: The Best of Sting 1984–1994 и The Very Best of Sting & The Police.

## О песне
Как и большая часть альбома, песня имеет сильное джазовое влияние и стала главным хитом, достигнув первого места в американском чарте Album Rock Tracks и оставаясь там в течение трёх недель. На другом популярном американском чарте — Billboard Hot 100 песня достигла третьего места, а на US R&B chart — 17 место, 26 место в UK Singles Chart и 18 место в Kent Music Report singles chart.
Концертные версии песни вошли на DVD-издание Bring On the Night и на CD/DVD-издания ...All This Time.
Позже часть песни была использована для хита Стинга 1987 года «We'll Be Together» в альбоме ...Nothing Like the Sun.
Сингл породил длинную череду синглов (продолжительностью более трёх альбомов), где Стинг сотрудничал с новоорлеанским саксофонистом и бывшим лидером группы Tonight Show Брэнфордом Марсалисом.
Также песня была исполнена в феврале 1995 года на The Brits вместе с группой M People. Стинг исполнил песню вместе с вокалисткой группы Хизер Смолл, а остальная группа во время исполнения танцевала. На подпевке был хор из ста человек.
По утверждению Стинга, песня была сочинена им в качестве «противоядия» к песне The Police 1983 года, «Every Breath You Take», авторство которой ему также принадлежит. Песню высмеяла группа The Dead Milkmen в «If You Love Somebody, Set Them on Fire» в их альбоме 1990 года Metaphysical Graffiti.
В 2019 году Стинг записал новую танцевальную версию сингла; одну из шести песен, спродюсированных Дейвом Оде для релиза My Songs, ремикшированного Томом Стефаном и другими.

## Выпуск сингла
Би-сайд сингла включает в себя студийную запись песни «Another Day», концертная версия которой в следующем году вошла в концертный альбома Стинга Bring On the Night.
Американская и французская двенадцатидюймовые версии сингла содержат два ремикса на «If You Love Somebody Set Them Free»: the «Jellybean Mix», сделанный Джоном 'Jellybean' Бенитесом и «Torch Mix» от Уильяма Орбита из Torch Song.

## Музыкальное видео
Музыкальное видео было снято дуэтом Godley & Creme в 1985 году в парижской в звукостудии. Выступление каждого музыканта было снято отдельно, а затем материал был смонтирован в финальную версию.

## Список композиций
7" US and Canada single (AM-2738)
1. «If You Love Somebody Set Them Free» — 4:14
2. «Another Day» — 3:59

12" US single (SP-12132)
1. «If You Love Somebody Set Them Free» (Extended Remix by John «Jellybean» Benitez) — 8:00
2. «If You Love Somebody Set Them Free» — 4:14
3. «If You Love Somebody Set Them Free» (Torch Song Mix, Produced by William Orbit) — 4:52
4. «Another Day» — 3:59

12" US promotional single (SP-17324)
1. «If You Love Somebody Set Them Free» — 4:14
2. «If You Love Somebody Set Them Free» — 4:14

12" France single (392 018-1)
1. «If You Love Somebody Set Them Free» (Torch Song Mix, Produced by William Orbit) — 4:52
2. «If You Love Somebody Set Them Free» (Remix by John «Jellybean» Benitez) — 8:00
3. «If You Love Somebody Set Them Free» — 4:14
4. «Another Day» — 3:59

## Чарты
| Чарт (1985)                              | Высшая позиция |
| ---------------------------------------- | -------------- |
| Австралия (Kent Music Report)            | 18             |
| Бельгия/Фландрия (Ultratop 50)           | 13             |
| Canada Top Singles (RPM Magazine)        | 5              |
| Франция (SNEP)                           | 23             |
| Ирландия (IRMA)                          | 15             |
| Нидерланды (Single Top 100)              | 38             |
| Новая Зеландия (Recorded Music NZ)       | 6              |
| Швеция (Sverigetopplistan)               | 19             |
| Швейцария (Schweizer Hitparade)          | 28             |
| Великобритания (OCC UK Singles)          | 26             |
| США (Billboard Hot 100)                  | 3              |
| США (Billboard Adult Contemporary)       | 39             |
| США (Billboard Dance Club Songs) · Remix | 10             |
| США (Billboard Hot R&B/Hip-Hop Songs)    | 17             |
| США (Billboard Mainstream Rock)          | 1              |

| Chart (2019)                     | Peak position |
| -------------------------------- | ------------- |
| США (Billboard Dance Club Songs) | 1             |

### Итоговые чарты
| Итоговый чарт (1985)           | Позиция |
| ------------------------------ | ------- |
| US Top Pop Singles (Billboard) | 55      |

| Чарт (2019)                     | Позиция |
| ------------------------------- | ------- |
| US Dance Club Songs (Billboard) | 38      |